# 화이트 샌드 (영화)
《화이트 샌드》(영어: White Sands)는 미국에서 제작된 로저 도널드슨 감독의 1992년 범죄 스릴러 영화이다. 윌럼 더포 등이 출연하였고, 윌리엄 새카임 등이 제작에 참여하였다.

## 출연진
- 윌럼 더포
- 미키 루크
- 메리 엘리자베스 매스트런토니오
- 새뮤얼 L. 잭슨
- M. 에밋 월시
- 제임스 레브혼
- 모라 티어니
- 베스 그랜트
- 미겔 샌도벌
- 로이스 D. 애플게이트
- 존 P. 라이언 (크레디트 미기재)
- 미미 로저스 (크레디트 미기재)
- 프레드 톰프슨 (크레디트 미기재)

## 기타 제작진
- 협력 제작: 다비드 위스니에비츠
- 배역: 데이비드 루빈
- 미술: 존 그레이즈마크
- 의상: 데버라 에버턴